# 伊達林右衛門
伊達 林右衛門（だて りんえもん）は江戸時代後期から明治にかけて活躍した商人の一族。「林右衛門」は代々の当主によって襲名されている。
祖先は二本松義継の下で勘定奉行を務めた吉田蔵人といわれる。義継が伊達政宗に討たれた後、吉田家は陸奥国伊達郡山崎村で帰農している。

## 伊達屋歴代当主
初代
伊達郡貝田村にて、佐藤半三郎の6男として生まれる。山崎村の吉田林右衛門の娘婿となり、親戚にあたる江戸の伊達浅之助の下で働くようになった。
1788年（天明8年）、江戸と蝦夷地を行き来するようになる。1793年（寛政5年）、松前藩福山に浅之助の支店を開き、屋号を「伊達屋」とする。
1796年（寛政8年）、浅之助が請け負った増毛の場所を任される。1799年（寛政11年）、東蝦夷地が幕府の直轄領となると、箱館会所に在勤する蝦夷地御用取扱の1人に任じられる。
1805年（文化2年）、故郷の伊達郡から農夫を呼んで大野村を開墾させ、当地を「伊達郷」と名づける。1806年（文化3年）には苗字を許される。
1809年（文化6年）あるいは翌1810年（文化7年）に、栖原屋半助・阿部屋喜右衛門とともに北蝦夷地（樺太）の場所経営を命じられるが、阿部屋が辞退したため伊達と栖原の共同経営という形になった。その一方で1811年（文化8年）、同じくこの3者に命じられた石狩場所の経営は、伊達・栖原が撤退したことで阿部屋の単独経営となっている。また1816年（文化13年）、伊達・栖原・高田屋嘉兵衛に根室の開発が命じられるが、これも結局高田屋だけが残った。
1818年（文政元年）、栖原とともに江差の原野を開拓して「源太夫町」を作る。1822年（文政5年）、松前藩用達に任じられるが、その年の内に「壽助」と改名して湯島で隠居する。
1837年（天保8年）没。
2代目（清兵衛）
初代の養子だが、詳しい出自などはわかっていない。
1803年（享和3年）、幕府箱館会所の用達見習となる。結局家督を継ぐことはなかったが、箱館支店の店主を勤めた功績から2代目に数えられている。
3代目（源兵衛→翁記）
1798年（寛政10年）ころの出生。1820年（文政3年）には用達見習になっており、家督を継いだのもこのころと見られる。:
1841年（天保12年）、栖原屋仲蔵とともにさびれかけた択捉場所を請け負い、復興させる。1845年（弘化2年）、浜益・増毛の両場所で200箇所以上の漁場を開く。
1854年（安政元年）、松前の藩士並に列せられ、勘定奉行格に命じられる。さらに藩主・松前崇広から「翁記」の名を賜る。
1855年（安政2年）に蝦夷地が幕府の直轄領となり、伊達屋は翌1856年（安政3年）に択捉島警護を任じられた仙台藩御用達となる。またこのころ、雄冬から濃昼までの山道を開削する。一方、松前藩から頼まれて私費で開削した福山から上ノ国までの山道は結局使われなかったらしい。
1858年（安政5年）、箱館奉行所用達となる。1860年（万延元年）には、増毛を領地とした秋田藩の用達となる。1863年（文久3年）、松川弁之助が失敗した北蝦夷地（樺太）の経営を、栖原とともに成功させる。
1872年（明治5年）没。
4代目
1856年（安政3年）に生まれた3代目の子。支配人の片桐市作を後見人として林右衛門を襲名した。
1866年（慶応2年）に夭折。
5代目（山崎繁松）
陸奥にいた親戚で、養子に入り4代目の跡を継いだ。
1869年（明治2年）にそれまでの場所請負制度が廃止され、漁場持制度へと変更された。伊達屋は翌1870年（明治3年）、増毛を領地とした山口藩から漁場の大頭取に任じられる。さらに1871年（明治4年）、北海道が開拓使の管轄となると、伊達屋は栖原とともに宗谷・枝幸・利尻・択捉の漁場持となった。
ところが樺太・千島交換条約が締結されると、ロシア領となった樺太の全漁場を放棄せざるを得なくなった伊達屋は大損害をこうむった。これを機に1876年（明治9年）、宗谷・枝幸・択捉の漁場を栖原に、利尻は柏屋藤野伊兵衛に、礼文は伊達清十郎にそれぞれ譲渡。残る漁場も1879年（明治12年）栖原に委託した。
こうして休業した5代目はやがて「翁記」に改名し、1908年（明治41年）に没した。
6代目
福山生まれの、5代目の子。三井物産の社員として、増毛漁場の経営や栗山の倉庫業に従事した。
後に彼もまた「翁記」を名乗り、札幌市議会議員となったという。